# Aurelius Flaccus
Aurelius Flaccus (sein Praenomen ist nicht bekannt) war ein im 2. Jahrhundert n. Chr. lebender Angehöriger des römischen Ritterstandes (Eques).
Durch ein Militärdiplom ist belegt, dass Flaccus um 160/167 Kommandeur der Ala I Noricorum civium Romanorum war, die zu diesem Zeitpunkt in der Provinz Germania inferior stationiert war; die Leitung dieser Einheit dürfte sein drittes militärisches Kommando innerhalb der Tres militiae gewesen sein.